# Monoxia
Monoxia là một chi bọ cánh cứng trong họ Chrysomelidae.
Chi này được miêu tả khoa học năm 1865 bởi LeConte.

## Các loài
Các loài trong chi này gồm:
- Monoxia angularis (LeConte, 1859)
- Monoxia apicalis (Blake, 1939)
- Monoxia batisia (Blatchley, 1917)
- Monoxia beebei (Blake, 1937)
- Monoxia brisleyi (Blake, 1939)
- Monoxia consputa (LeConte, 1857)
- Monoxia debilis (LeConte, 1865)
- Monoxia elegans (Blake, 1939)
- Monoxia grisea (Blake, 1939)
- Monoxia guttulata (LeConte, 1857)
- Monoxia inornata (Blake, 1939)
- Monoxia obesula (Blake, 1939)
- Monoxia pallida (Blake, 1939)
- Monoxia puberula (Blake, 1939)
- Monoxia schizonycha (Blake, 1939)
- Monoxia semifasciata Jacoby, 1887
- Monoxia sordida (LeConte, 1858)